# Партизанска болница на Петровој гори
Партизанска болница на Петровој гори (називана и Централна партизанска болница на Петровој гори) је била партизанска болница која је постојала од септембра 1941. до маја 1945. године на планини Петровој гори, на Кордуну у Хрватској. За заслуге у спасавању и лечењу рањеника и болесника, током Народноослободилачког рата, председник СФРЈ Јосип Броз Тито је 30. марта 1971. године болницу одликовао Орденом народног хероја.

## Историјат
Указом председника СФРЈ Јосипа Броза Тита 30. марта 1971. за изванредни јуначки подвиг у спашавању, скривању и лечењу рањених и болесних у току Народноослободилачког рата Партизанска болница на Петровој гори одликована је Орденом народног хероја.

## Спомен-комплекс Петрова Гора
Године 1961, поводом двадестогодишњице устанка и оснивања болнице, болница је у потпуности реконструисана у шумском пределу званом „Пишин гај“, а 1981. године на највишем врху Петрове горе - Великом Петровцу је посављен монументални споменик рад Војина Бакића, посвећен Народноослободилачкој борби и жртвама фашистичког терора на Кордуну. После операције „Олуја“ и заузимања Петрове горе, од стране хрватске војске, 1995. године, споменик је оштећен, а партизанска болница девастирана и опљачкана.
На спомен-плочи постављеној на улазак у болницу налази се натпис:
| „ | Земунице у Петровој гори, остају свједочанства одлучности и вјере у побједу. Потресни свједоци људског достојанства и револуционарног хуманизма. У овим земуницама скривани су рањени борци и болесници, док су фашистичко-нацистички злочинци и њихови помагачи харачили, палили и убијали све живо, нештедећи ни кости мртваца. Болесници који су умирали, покопани су уз живе. Мртви и живи борили су се заједно. У сваком људском срцу на свакој стопи земље, под земљом или у зраку гори неуништиви пламен народне револуције. | ” |